# Friedrich Hermann Wölfert

Hermann Wölfert

Hermann Wölfert (* 17. November 1850 in Riethnordhausen, Kreis Sangerhausen; † 12. Juni 1897 in Tempelhof bei Berlin) war ein deutscher Verleger und Pionier der Luftschifffahrt.

## Literatur

Luftschiff „Deutschland“

## Leben

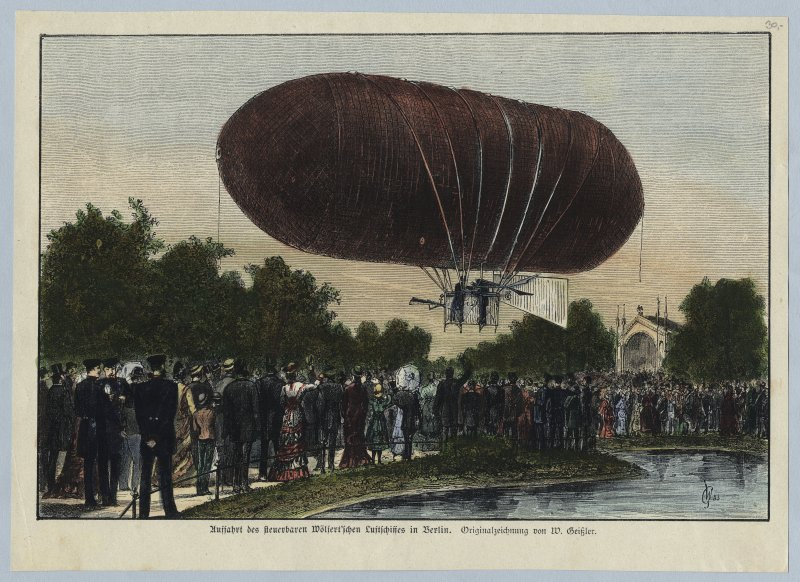
„Auffahrt des steuerbaren Wölfert'schen Luftschiffes in Berlin“;
kolorierter Holzstich von Wilhelm Geissler in der Zeitschrift Über Land und Meer, zweites Halbjahr 1883

Wölfert studierte ab 1870 an der Universität Leipzig Evangelische Theologie und Philosophie. 1871 wurde er bei Plavia aktiv. Zum Dr. phil. promoviert, gründete er 1874 in Leipzig eine Verlagsbuchhandlung. Er verlegte über 50 Buchtitel und Zeitschriften, zum Teil aus eigener Feder. Im selben Jahr heiratete er Christiane Trautmann, mit der er zwei Töchter hatte. Als er 1879 Georg Baumgarten kennenlernte und sich für die Luftschifffahrt zu begeistern begann, half er Baumgarten finanziell und persönlich bei der Weiterentwicklung der Luftschiffe. Dafür vernachlässigte er seine Verlagsbuchhandlung, die 1881 von einem anderen Verlag aufgekauft wurde. Er führte nach Baumgartens Tod (1884) dessen Arbeiten fort und baute sieben Luftschiffe. 1887 lernte er Gottlieb Daimler kennen. Angetrieben durch einen von ihm entwickelten Benzinmotor, die sogenannte „Standuhr“, legte Wölferts Luftschiff am 10. August des Dreikaiserjahrs 1888 die 10 Kilometer von Cannstatt nach Aldingen (Remseck) zurück. Am 20. Mai 1896 stellte er mit 1.940 Metern den ersten Höhenrekord für Luftschiffe auf. Wölfert starb beim Absturz seines neuen Luftschiffs Deutschland am 12. Juni 1897 auf dem Tempelhofer Feld bei Berlin. Unweit der Unglücksstelle ist seit dem 4. August 1930 die Wölfertstraße nach ihm benannt.